# The Story of Louis Pasteur

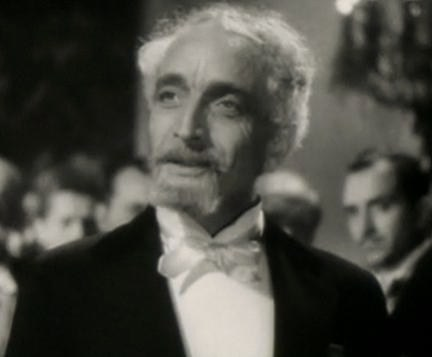
Fotograma de The Story of Louis Pasteur

The Story of Louis Pasteur (conocida en Hispanoamérica[cita requerida] como La historia de Louis Pasteur y en España como La tragedia de Louis Pasteur) es un largometraje estadounidense estrenado en 1936. Estaba protagonizado por Paul Muni, quien encarnó al renombrado científico, y ganó el premio Óscar al mejor actor de dicho año 1936 por este papel. Fue escrito por Toni Pollastre, Sheridan Gibney, y Edward Chodorov, y dirigido por William Dieterle.

## Reparto
| Actor                 | Personaje                                   | Notas         |
| --------------------- | ------------------------------------------- | ------------- |
| Paul Muni             | Louis Pasteur                               |               |
| Josephine Hutchinson  | Marie Pasteur                               |               |
| Anita Louise          | Annette Pasteur                             |               |
| Donald Woods          | Dr. Jean Martel                             |               |
| Fritz Leiber          | Dr. Charbonnet                              |               |
| Henry O'Neill         | Dr. Emile Roux                              |               |
| Porter Hall           | Dr. Rossignol                               |               |
| Raymond Brown         | Dr. Radisse                                 |               |
| Akim Tamiroff         | Dr. Zaranoff                                |               |
| Halliwell Hobbes      | Dr. Lister                                  |               |
| Frank Reicher         | Dr. Pfeiffer                                |               |
| Dickie Moore          | Joseph Meister                              |               |
| Ruth Robinson         | Sra. Meister                                |               |
| Walter Kingsford      | Napoleon III                                |               |
| Iphigenie Castiglione | Emperatriz Eugénie                          |               |
| Herbert Corthell      | Louis Adolphe Thiers, Presidente de Francia |               |
| Frank Mayo            | Sadi Carnot                                 | No acreditado |
| Leonid Snegoff        | Embajador ruso                              | No acreditado |
| Edward van Sloan      | Presidente de la Sociedad Médica            | No acreditado |

## Premios y nominaciones
National Board of Review
| Año  | Reconocimiento                | Resultado |
| ---- | ----------------------------- | --------- |
| 1936 | Diez películas más destacadas | Incluida  |